# Roberto Regazzi

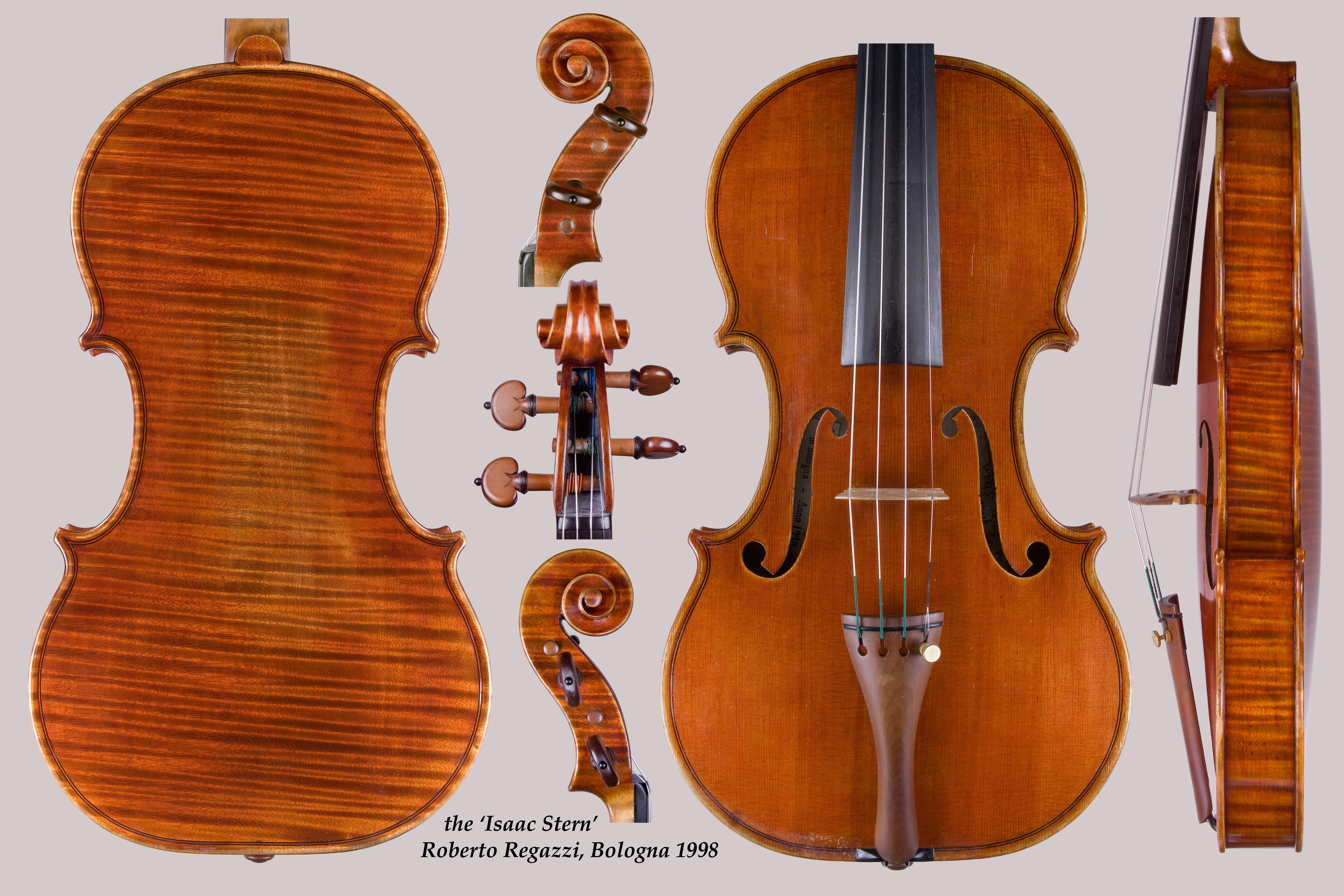
En violin tillverkad av Roberto Regazzi

Roberto Regazzi, född 22 augusti 1956 i Bologna, Italien, italiensk violinmakare och författare. Han inledde sin yresbana under sent 1970-tal som lärling hos Otello Bignami. Fortfarande aktiv i sin hemstad.

## Biografi
Regazzi började tillverka sina första instrument redan som 14-åring, då mest klassiska gitarrer under översyn av Alan Wilcox och Renato Scrollavezza. När han fick chansen att bli lärling hos Otello Bignami avbröt han sina påbörjade studier i fysik på Bolognauniversitet och inledde sin karriär som professionell violinmakare. Redan i slutet av 1979, då han fortfarande var lärling, öppnade han sin första butik. Han har varit president för specialistorganisationen The European Association of Violin and Bow Makers.
Innan det nya århundradet började hans produktion bli inspirerad av Guarneri del Gesù, för att åstadkomma ett rikt och fullt ljud.
Hans verk är även inspirerade av Ansaldo Poggi och Otello Bignami (Augusto Pollastri's Bolognese School).
År 2006 fick han av sin stad Bologna, en speciell utmärkelse för den prestige han har bidragit till att ge sin stad. 
Välkända artister och musiker som har satt upp sina namn på hans väntelista, köpt eller spelar hans instrument inkluderar Boris Belkin, Anne-Sophie Mutter, Ruggiero Ricci, Salvatore Greco, Giovanni Adamo, Uto Ughi, Franco Gulli, Riccardo Brengola, the Quartetto di Venezia.

## Publikationer
- In occasione del 250º anniversario della morte di Antonio Stradivari per onorare la figura di Giuseppe Fiorini, Bazzano, 1987
- In remembrance of Ansaldo Poggi, Bologna, Florenus 1994
- The Complete Luthier's Library, Bologna, Florenus 1990 ASIN 8885250017
- The Manuscript on Violin Making by G.A. Marchi - Bologna 1786, Bologna, Arnaldo Forni 1986

Mall:Violin

## Publikationer - Medverkat
- A Life of Artistry - Sketches of Otello Bignami violin maker in Bologna 1914-1989, with Roberto Verti, Adriano Cavicchi and Giovanna Benzi, Bologna, Florenus 1991
- Otello Bignami Liutaio in Bologna - Violinmaker in Bologna, with Wilma e William Bignami, Mariarosa Pollastri, Bruno Stefanini, Loretta Ghelfi and Paola Malaguti, Cremona and Bologna 1998 (Turris), 2005, ISBN 88-7929-160-2
- Classic Violin-making in Piedmonte, Bologna, Florenus 1991
- Lutherie in Bologna: Roots & Success, with Sandro Pasqual, Bologna, Florenus 1998
- The Magic of Wood, interviewed by Linda Johnston, with a.o.Rudolf Koelman, Salvatore Greco, Joaquín Palomares, etc.. Genova, Dynamic 2005, edited also with a Japanese translation. ASIN B000BUEGJA
- The Sound of Bologna, Bolognese Violin Making between the 1800s and 1900s - Events dedicated to Raffaele Fiorini and the Violin Making Tradition of the City. Bologna, Florenus 1991 Bologna, December 7-22, 2002, Art and History Collections Cassa di Risparmio Foundation in Bologna San Giorgio in Poggiale, with William Bignami, Gabriele Carletti, Alberto Giordano, Giancarlo Guicciardi, Sandro Pasqual, Mariarosa Pollastri, Duane Rosengard, Pietro Trimboli and Alessandro Urso
- The situation of violin making in Bologna in the 18th century in Fourth Tiverton Violin Conference, East Devon College 1989, ISBN 1-85522-062-8
- Tecniche basate sulla conoscenza per la classificazione di oggetti complessi, un'applicazione all'analisi di violini di interesse storico, graduation thesis by Alessandro Bugatti and Adriano Ragazzi on the identification of Bignami violins. Prof. Giovanni Guida: supervisor; Piero Mussio, Ing. Pietro Baroni, Dott. Renato Meucci, Roberto Regazzi: assistant supervisors and collaborator
- Uso di pirolisi con gas cromatografia e spettrometria di massa per lo studio delle vernici usate dagli antichi liutai, graduation thesis by Emanuela Marin, Bologna University 2007. Prof. Giuseppe Chiavari: supervisor; Roberto Regazzi: assistant supervisor

## Diskografi
- Carl Michael Bellman: Bellman á Íslandi, JAPIS, Reykjavik 1996, ISBN 9979-9269-0-2 -
- Ludwig van Beethoven, Johannes Brahms, Trios, Pentagramma 2002  -
- Antonio Vivaldi: Violin concertos, Op. 4, "La Stravaganza" 1-6, Tactus 1996
- Antonio Vivaldi: Violin concertos, Op. 4, "La Stravaganza" 7-12, Tactus 1996
- Antonio Vivaldi: Trio Sonata for 2 Violins and Basso Continuo, Op. 1, 1-6, Tactus 1996
- Antonio Vivaldi: Trio Sonata for 2 Violins and Basso Continuo, Op. 1, 7-12, Tactus 1996
- Gian Francesco Malipiero, Complete String Quartets, 2 CD:s, Dynamic 1996
- Ottorino Respighi - Giuseppe Martucci, Piano Quintets, Ermitage 1993
- The Magic of Wood, Dynamic & Florenus 2005, with Rudolf Koelman, Salvatore Greco, Alberto Martini, etc., ISBN 88-85250-07-6
- Ottorino Respighi, Piano Quintets, with Patrizia Prati, Aura 1995: AUR 416-2
- Antonio Bazzini, Sämtliche Streichquartette, 3 CD:s, Dynamic 2002: CDT 418
- Giuseppe Verdi, Giacomo Puccini, Riccardo Zandonai, Streichquartette, Dynamic 2004
- Box-Set Quartetti Italiani Von Boccherini Bis Malipiero, 10 CD:s, Dynamic CDS486 2005
- Antonio Vivaldi, Violinkonzerte, 1996
- Ludwig van Beethoven, Sämtliche Streichquintette, 2 CD:s, Dynamic 2006: CDS484
- Alberto Martini, Mark Van Aken, Roberto Loreggian, Bicentenaire De L'étude Des Notaires Dierckx Turnhout, Sonate, PRDSM2-02 2002
- Antonio Vivaldi, (Sonaten), Tactus
- Ottorino Respighi, Il Tramonto, Koch International 3-7215-2
- Charlie Chaplin, Dmitri Schostakovich, Sergej Rachmaninoff, Fun Time, Dynamic 1996: CDS195
- Gian Francesco Malipiero, Luigi Dallapiccola, Hans Krása, Karl Amadeus Hartmann, Isolamenti [1938-1945]/Concert No.1, Fonit Cetra 1997: NFCD 2033
- Antonio Vivaldi, Le Dodici Opere a Stampa (Violinkonzerte), Tactus 1996 -
- Antonio Vivaldi, 12 Opere a Stampa (Sonaten), Tactus
- Didier Large, Double Face, DL-Media7 1989
- Antonio Vivaldi, Konzerte für Streicher und Basso continuo, Naxos 1997
- Giovanni Battista Viotti, Concerto No. 23; Sinfonie concertanti Nos. 1 & 2 (Aldo Sisillo), Naxos 1998
- Antonio Vivaldi, Opera 7 - Libro Primo (Concerti 1-6), Tactus 2000
- Antonio Vivaldi, Concerto for violin & strings in Bf; Concerto for violin & strings in Dm, Tactus 1996
- Antonio Vivaldi, Flute Concertos Op. 10 with Marzio Conti, L’Offerta musicale di Venezia, Nuova Era 1994: 7192
- Claude Debussy, Maurice Ravel, Akio Yashiro, Akira Miyoshi, Chikashi Tanaka and Kazuoki Fujii, Camerata 2001: 28CM-612
- Domenico Scarlatti, Joaquin Rodrigo, Jutta Wenzlaff and Thomas Bittermann, Sound Star-Ton 1992
- Nino Rota, La Strada, The Leopard, etc., conducted by Marzio Conti, Chandos 2003
- Orquestra Mahatma and the Solid Strings, Nightingale of a Thousand Joys, Villagelife 1999
- Iames Santi, 1999
- Giuseppe Martucci, Klavierquintett Op. 45, Aura 2002
- Sonia Slany and the Solid Strings, Bubbling Under, Villagelife 2000
- Cantos Yoruba de Cuba, KLE 2003
- I Concerti: Solo, Duo, Trio 2003
- Sonia Slany, Monochord Music, Villagelife
- Sonia Slany, Meeting Electra, Villagelife 1997
- Orquestra Mahatma, Live Stay Cool, Babel 2005: BDV 2557
- Luigi Boccherini, String Quartets Vol.1, Dynamic 1995: CDS 111
- Luigi Boccherini, String Quartets Vol.2, Dynamic 1995: CDS 127
- Luigi Boccherini, String Quartets Vol.3, Dynamic 1996 CDS 154
- Didier Large, Jazz Guitar Solo, Adda ETM 1991
- Ludwig van Beethoven, Quartets Op. 18 n.3 & Op. 59 n.3 "Rasumovsky", UNICEF - DC U33 / CD33
- Camille Saint-Saens, Streichquartette, Dynamic 1997: CDS 179
- Ottorino Respighi, "Quartetto Dorico" & Quartet in D minor, Dynamic 2001
- Ruggiero Ricci, The Legacy of Cremona, Dynamic 2001: CDS373
- Ludwig van Beethoven, Astor Piazzolla, Un incontro con Dora, Aikoros 2000
- Gabriel Fauré, Cuartetos con Piano, Dahiz 1999: 8-431374-000136
- Hans Krása, Gideon Klein, Viktor Ullmann, Pavel Haas, Karl Amadeus Hartmann, Forbidden, Not Forgotten: Suppressed Music from 1938-1945 (BOX SET 3 CD:s), Homage 1995: 7001892